# Villeurbanne
Villeurbanne este un oraș în Franța, în departamentul Rhône, în regiunea Ron-Alpi, oraș limitrof cu orașul Lyon. 

## Personalități născute aici
- Henri Cochet (1901 - 1987), jucător de tenis;
- Laure Manaudou (n. 1986), înotătoare;
- Gnonsiane Niombla (n. 1990), handbalistă;
- Florent Manaudou (n. 1990), înotător;
- Bradley Barcola (n. 2002), fotbalist.